# Белица (приток Олы)
Бе́лица (бел. Бе́ліца) — река в Бобруйском районе Могилёвской области Беларуси. Правый приток реки Ола (бассейн Днепра).
Длина 15 км. Площадь водосбора 126 км². Средний наклон водной поверхности 0,8 м/км.
Исток находится к юго-западу от деревни Коймино. Протекает около деревень Плёссы, Ковали, Микуличи. Впадает в Олу между деревнями Микуличи и Турки. Река на всём своём протяжении канализирована (центральный канал).